# Ceromya magnicornis
Ceromya magnicornis är en tvåvingeart som först beskrevs av Malloch 1930.  Ceromya magnicornis ingår i släktet Ceromya och familjen parasitflugor. Inga underarter finns listade i Catalogue of Life.